# Huanchay (distrito)
Huanchay é um distrito peruano localizado na Província de Huaraz, departamento Ancash. Sua capital é a cidade de Huanchay.

## Transporte
O distrito de Huanchay não é servido pelo sistema de estradas terrestres do Peru.